# Laubwälder zwischen Braunschweig und Wolfsburg
Laubwälder zwischen Braunschweig und Wolfsburg este o arie protejată (arie de protecție specială avifaunistică — SPA) din Germania întinsă pe o suprafață de 3.304,9 ha, integral pe uscat.

## Localizare
Centrul sitului Laubwälder zwischen Braunschweig und Wolfsburg este situat la coordonatele 52°21′07″N 10°38′20″E / 52.3519°N 10.6389°E.

## Înființare
Situl Laubwälder zwischen Braunschweig und Wolfsburg a fost declarat arie de protecție specială avifaunistică în iunie 2001 pentru a proteja 11 specii de animale.

## Biodiversitate
Situată în ecoregiunea atlantică, aria protejată nu include niciun habitat protejat.
La baza desemnării sitului se află mai multe specii protejate de  păsări (11): pescăruș albastru (Alcedo atthis), ciocănitoarea de stejar (Dendrocopos medius), ciocănitoare neagră (Dryocopus martius), șoimul rândunelelor (Falco subbuteo), capîntortură (Jynx torquilla), sfrâncioc roșiatic (Lanius collurio), privighetoare (Luscinia megarhynchos), gaia roșie (Milvus milvus), grangur (Oriolus oriolus), viespar (Pernis apivorus), ciocănitoare verzuie (Picus canus).
Pe lângă speciile protejate, pe teritoriul sitului au mai fost identificate 1 specie de păsări.